# Фадеечев, Алексей Николаевич
Алексе́й Никола́евич Фаде́ечев (род. 16 августа 1960, Москва) — российский артист балета, хореограф, народный артист РФ (1997). Сын Николая Фадеечева.

## Биография
Родился 16 августа 1960 года в Москве, в семье артиста балета Николая Фадеечева. В 1978 году окончил Московское хореографическое училище и был принят в балетную труппу Большого театра. Благодаря хорошим техническим данным и элегантной манере исполнения вскоре стал одним из ведущих солистов. Исполнял разнообразные партии классического и современного репертуара: Макбет («Макбет» К. В. Молчанова в постановке В. В. Васильева), Спартак («Спартак» А. Хачатуряна), Базиль «Дон Кихот» Л. Минкуса) и пр. Наибольший успех имел в партиях романтического характера: принц Зигфрид, принц Дезире, Щелкунчик-Принц (соответственно «Лебединое озеро», «Спящая красавица» и «Щелкунчик» Чайковского), Альберт («Жизель» Адана), Жан де Бриен («Раймонда» Глазунова).
Одним из первых российских танцовщиков начал сотрудничать с западными балетными компаниями. Много выступал за границей, в том числе в лиссабонском театре Сан-Карло, лондонском Ковент-Гардене, Голландском и Финском национальных балетах. Неоднократно снимался в телефильмах-концертах («Я хочу танцевать», «Фрагменты одной биографии», «Все проходит как миг…»).
С 1998 по 2000 год был художественным руководителем балетной труппы Большого театра. В 2001 году создал в Москве, совместно с Ниной Ананиашвили, антрепризный Театр танца Алексея Фадеечева. В течение нескольких сезонов театр показывал мировые премьеры одноактных балетов зарубежных хореографов, наиболее заметной из которых стал спектакль «Леа» на музыку Леонарда Бернстайна в постановке Алексея Ратманского с Ниной Ананиашвили в главной роли.
С 2004 по 2012 год — художественный руководитель балета Музыкального театра Ростова-на-Дону. Работал также в Японии, сотрудничал с Грузинским театром оперы и балета. С 1997 года — народный артист Российской Федерации.